# س. بي إتش غيلبرت
س. بي إتش غيلبرت (بالإنجليزية: Charles Pierrepont Henry Gilbert)‏ هو مهندس معماري أمريكي، ولد في 29 أغسطس 1861 في مانهاتن في الولايات المتحدة، وتوفي في 25 أكتوبر 1952 في بيلهام مانور في الولايات المتحدة.